# Södertörns domsagas tingslag
Södertörns domsagas tingslag var ett tingslag i Stockholms län som ingick i Södertörns domsaga.
Tingslaget bildades den 1 januari 1930 (enligt beslut den 12 april 1929) då Svartlösa och Öknebo tingslag och Sotholms tingslag sammanfördes. Tingslaget upphörde 1971 och överfördes då till Södertörns tingsrätt.
Den 1 januari 1959 utbröts landskommunerna Botkyrka och Huddinge ur Södertörns domsaga för att bilda Svartlösa domsaga och Svartlösa domsagas tingslag.
Tingslokalen flyttade efter bildandet från Södra stadshuset till Vattugatan med kansli på Vasagatan. 1942 flyttade man in i ett nyuppfört hus på Högbergsgatan 52.

## Kommuner
Tingslaget bestod den 1 januari 1952 av följande kommuner:
- Botkyrka landskommun
- Dalarö landskommun
- Grödinge landskommun
- Huddinge landskommun
- Järna landskommun
- Nacka stad
- Nynäshamns stad
- Salems landskommun
- Saltsjöbadens köping
- Sorunda landskommun
- Turinge landskommun
- Tyresö landskommun
- Västerhaninge landskommun
- Ösmo landskommun
- Österhaninge landskommun
- Östertälje landskommun